# Fermignano
Fermignano är en ort och kommun i provinsen Pesaro e Urbino i regionen Marche i Italien. Kommunen hade 8 456 invånare (2018).